# Bharagonalia weissi
Bharagonalia weissi är en insektsart som beskrevs av Young 1986. Bharagonalia weissi ingår i släktet Bharagonalia och familjen dvärgstritar. Inga underarter finns listade i Catalogue of Life.